# Стефан Павлов Кантарджията
Стефан Павлов (Павлев) Кантарджията е български революционер, войвода на Вътрешната македоно-одринска революционна организация.

## Биография
Стефан Павлов е родом от Кратовско. Присъединява се към ВМОРО и действа в района със собствена чета през 1897 година. Тогава негов четник е Глигор Соколов.